# Aeiou (Nachschlagewerk)
aeiou este un sistem de informare culturală despre Austria, informațiile sunt gratuite ele se pot găsi la adresa Aeiou (Nachschlagewerk). aeiou este o abreviere a denumirii „Annotierbares Elektronisches Interaktives Oesterreichisches Universal-Informationssystem”, sistemul a fost inițiat de Ministerul Federal pentru Cultură și Știință din Austria, acest sistem fiind preluată în anul 2005 de Universitatea Tehnică din Graz. 

## Legături externe
- www.austria-forum.org – Austria Lexikon Neu
- www.austria-forum.org/af/AEIOU – AEIOU neu
- www.aeiou.at – AEIOU Alt
- Informationen zum Austria-Forum